# Rissoina krebsii
Rissoina krebsii is een slakkensoort uit de familie van de Rissoidae. De wetenschappelijke naam van de soort is voor het eerst geldig gepubliceerd in 1876 door Mörch.